# Turquoise Pool
Turquoise Pool est une source chaude située dans le Midway Geyser Basin du parc national de Yellowstone aux États-Unis. Turquoise Pool a une température comprise entre 61 et 71 °C et a été nommée ainsi par les membres de l'expédition Hayden de 1878.

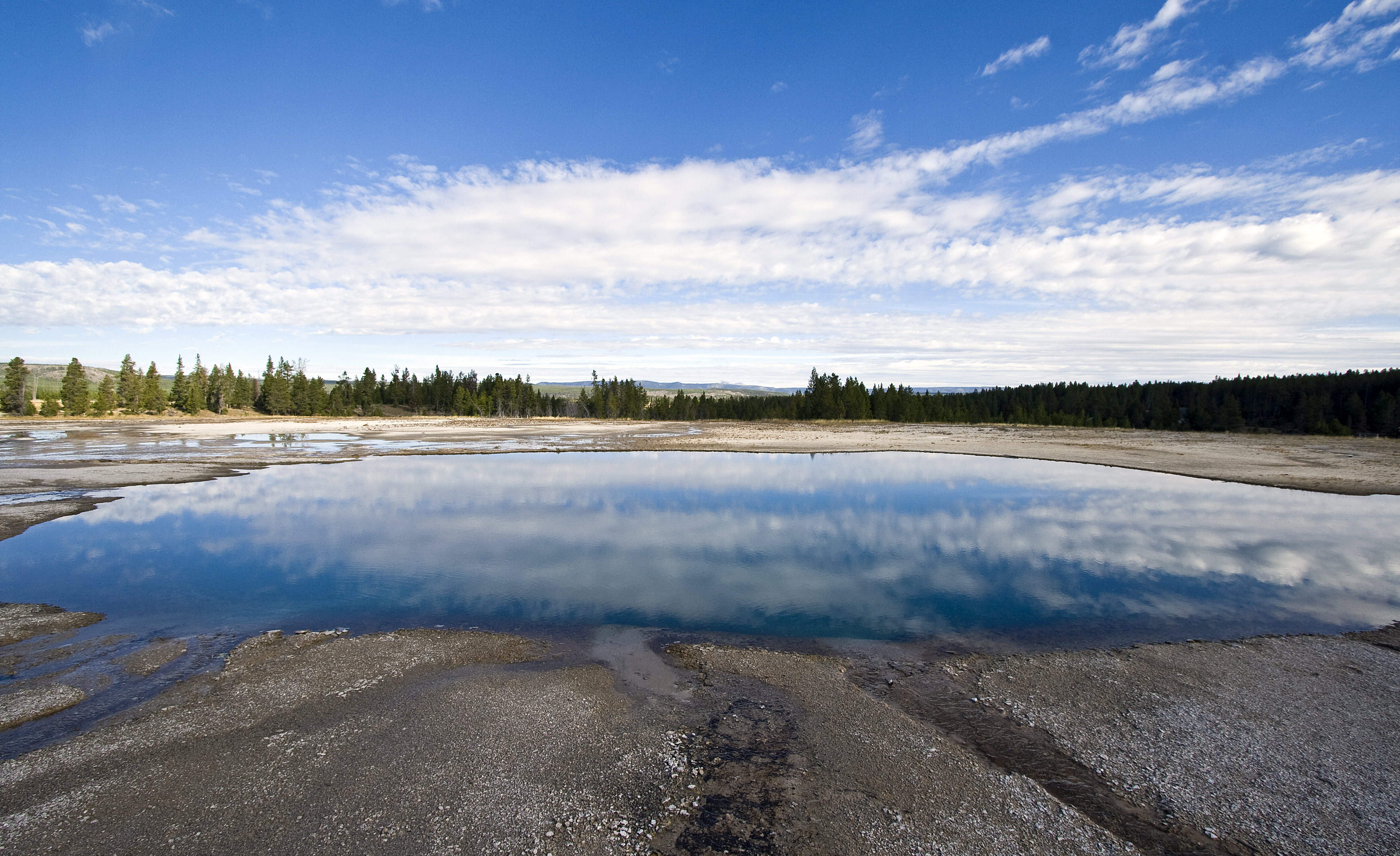
Turquoise Pool en 2010.
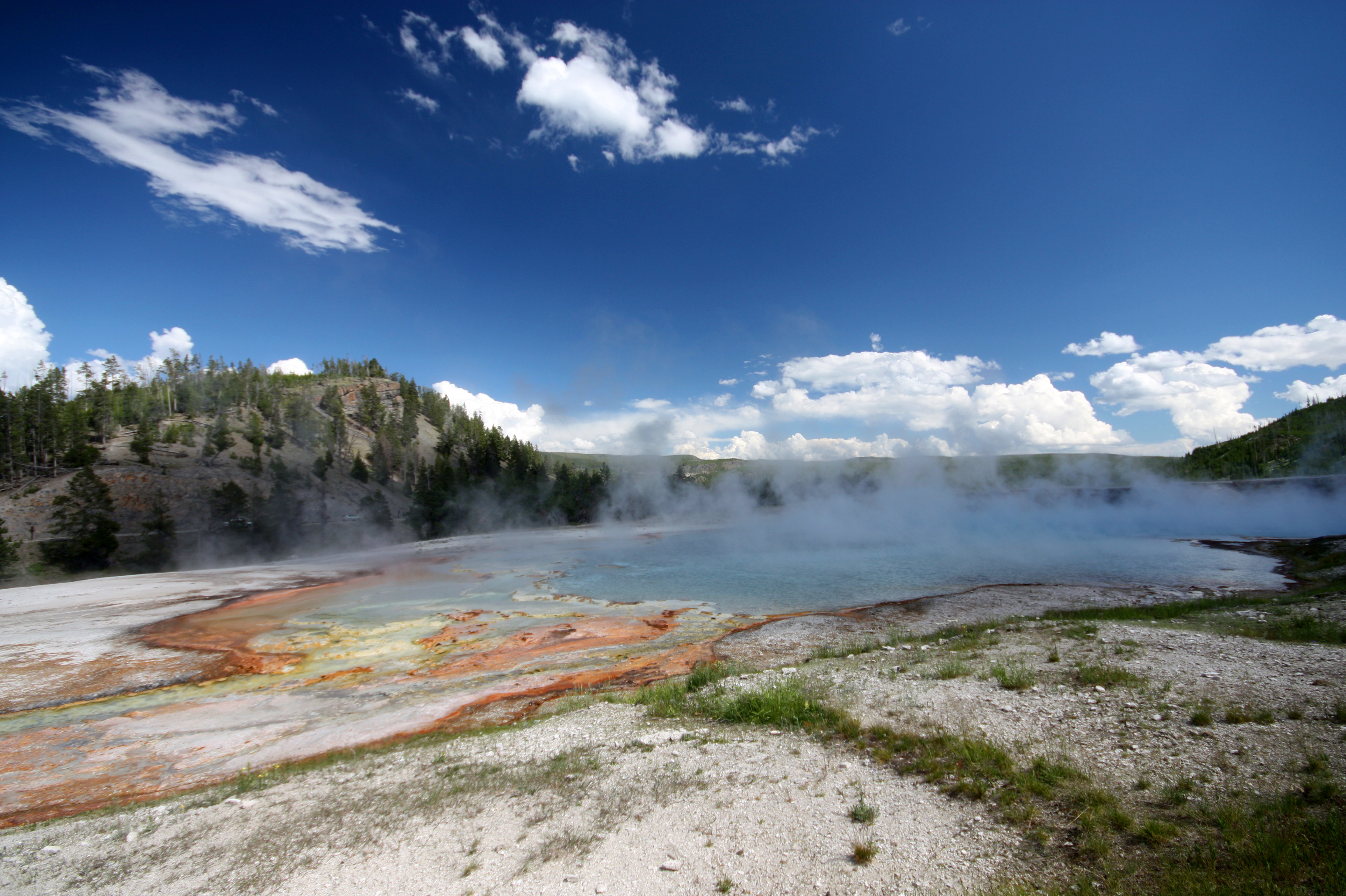
Turquoise Pool en 2011.
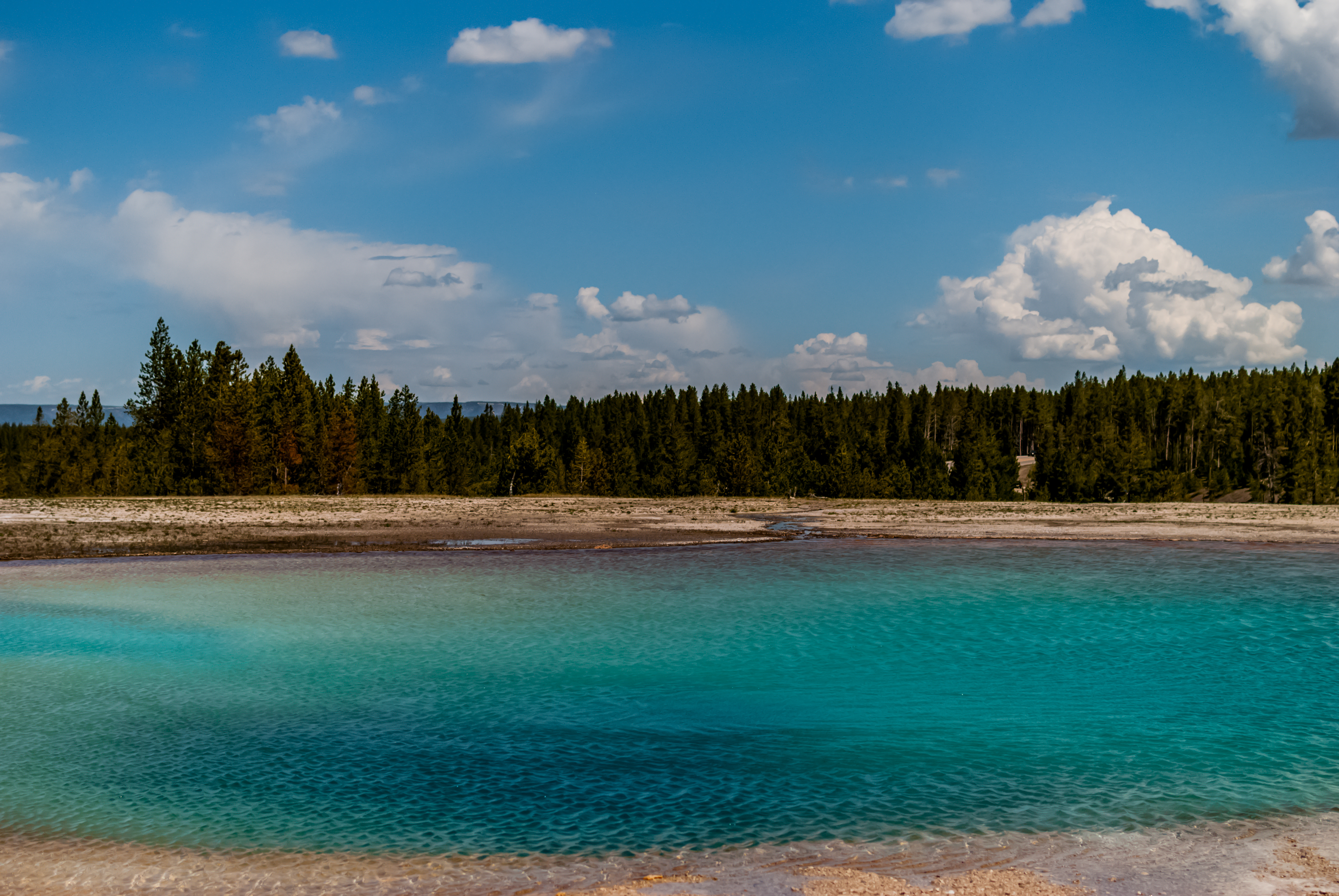
Turquoise Pool en 2014.
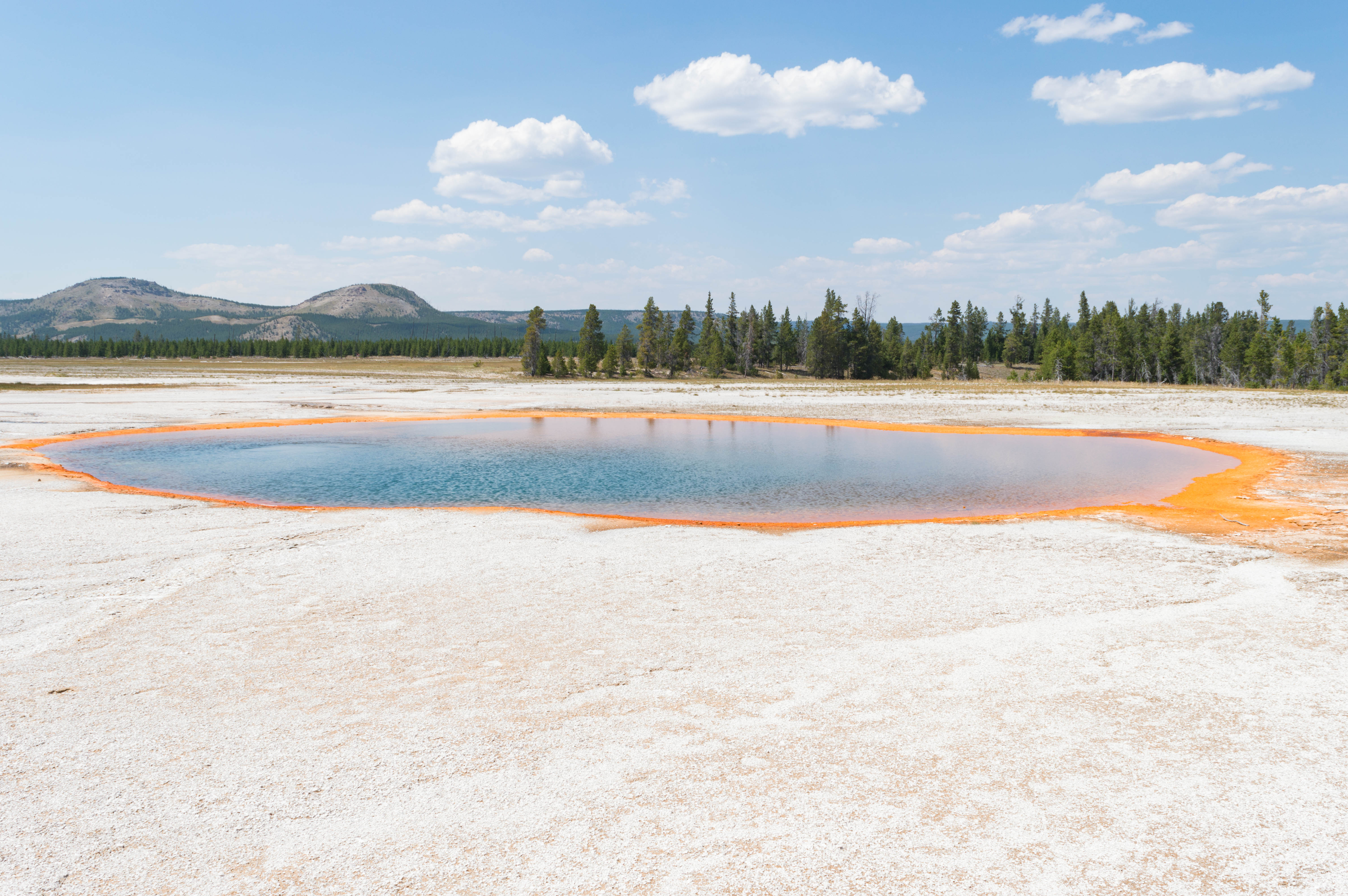
Turquoise Pool en 2015.